# Claudius angustatus
Genre
Espèce
Synonymes
- Claudius megalocephalus Bocourt, 1868

Statut de conservation UICN

 NT  : Quasi menacé
Claudius angustatus, unique représentant du genre Claudius, est une espèce de tortues de la famille des Kinosternidae.

## Répartition
Cette espèce se rencontre :
- au Belize ;
- au Guatemala ;
- au Mexique, dans les États de Campeche, de Chiapas, d'Oaxaca, de Quintana Roo, de Tabasco et de Veracruz.

## Publication originale
- Cope, 1865 : Third contribution to the herpetology of tropical America. Proceedings of the Academy of Natural Sciences of Philadelphia, vol. 17, p. 185-198 (texte intégral).